# Вітрова електростанція

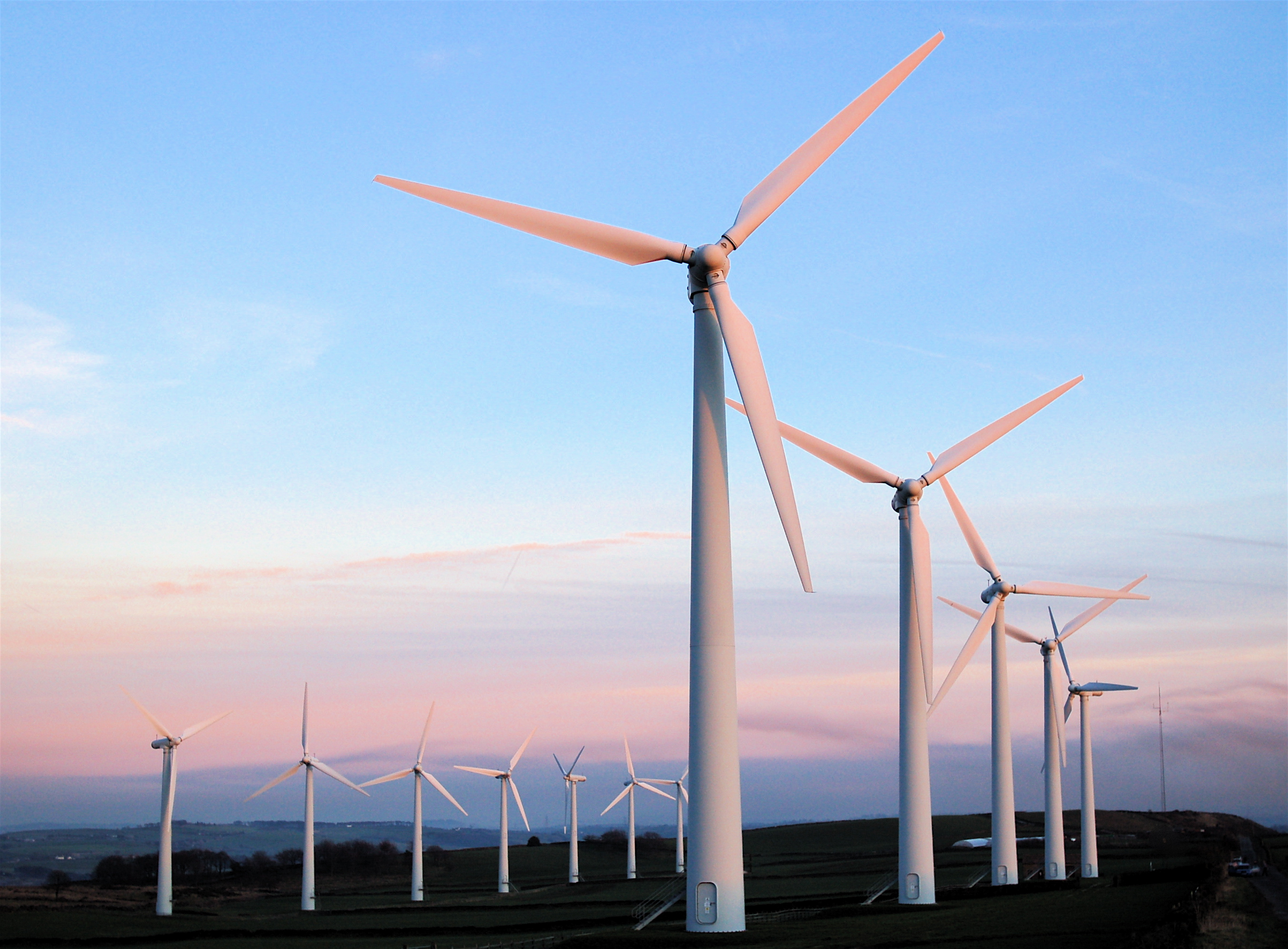
Вітрова електростанція в Пеністон, Південний Йоркшир, Англія.

Вітрова електростанція (ВЕС), також: вітроелектростанція — електростанція, яка за допомогою вітряної турбіни перетворює механічну енергію вітру на електричну. Вітряні електростанції — це система відновлюваної енергетики, оскільки вітер — відновлюване джерело енергії.
Іноді турбінні поля вітроелектростанцій також називають «вітряними фермами» (з англ. wind farm).

## Технічні особливості
З усіляких пристроїв, що перетворюють енергію вітру в механічну роботу, у переважній більшості випадків використовуються лопатеві машини з горизонтальним валом, установлюваним по напрямку вітру. Набагато рідше застосовуються пристрої з вертикальним валом.
Турбіни з горизонтальною віссю і високим коефіцієнтом швидкохідності мають найбільше значення коефіцієнта використання енергії вітру (0,46-0,48). Вітротурбіни з вертикальним розташуванням осі менш ефективні (0,45), але мають ту перевагу, що не вимагають настроювання на напрямок вітру.
Вітряне колесо, розміщене у вільному потоці повітря, може в найкращому випадку теоретично перетворити в потужність на його валу 16/27=0,59 (закон Беца) потужність потоку повітря, що проходить через площу перетину, яке захоплюється вітряним колесом. Цей коефіцієнт можна назвати теоретичним ККД ідеального вітряного колеса. У дійсності ККД нижче і досягає для найкращих вітряних коліс приблизно 0,45. Це означає, наприклад, що вітряне колесо з довжиною лопаті 10 м за швидкості вітру 10 м/с, може мати потужність на валу в найкращому випадку 85 кВт.
Сьогодні запропоновано безліч варіантів механізмів для перетворення вітру на електричну енергію. Основною їх складовою, є вітроколесо. За способом дії та схемою будови вітроколеса, вітрові електростанції поділяються на 3 класи:
1. крильчасті (пропелерні) — мають вітроколесо з лопатями, розташованими перпендикулярно до валу;
2. карусельні або роторні;
3. барабанні.

В карусельних та барабанних вал вітроколеса встановлюється вертикально. Воно обертається під дією вітру на лопаті, розташованій з одного боку осі колеса, натомість як інші лопаті прикриваються ширмою або повертаються з допомогою спеціального пристрою ребром до вітру. Ці обидва класи є громіздкими і менш ефективними порівняно з крильчастими. Виходячи з цього вся сучасна вітроенергетика ґрунтується в основному на крильчастих типах вітродвигунів. Пропелерні вітродвигуни досконалі, відносно мало матеріалоємні, забезпечують досить високий коефіцієнт використання енергії вітру.
Необхідно враховувати, що у разі розташування поруч кількох вітряків, вони повинні розміщуватися не ближче ніж за три висоти один від одного аби не перехоплювати «чужий» вітер.
Коефіцієнт використання встановленої потужності ВЕС на морі сягає 40-50 %, а на материку — 25-30 %

## Загальний опис крильчастої вітрової електростанції
Вітроколесо установки закріплюється на горизонтальному валі, що обертається в двох підшипниках, змонтованих у головці вітродвигуна.
Обертання вітроколеса передається електрогенераторові через механічний редуктор. Голівка вітродвигуна монтується на башті, висота якої визначається з розрахунком виносу вітроколеса вище від усіх навколишніх перешкод, що можуть впливати на потоки повітря. Вона може обертатися навколо вертикальної осі. Позаду голівки закріплюється хвіст для встановлення вітроколеса на вітер. Потужність вітродвигуна без регулювального пристрою збільшується або зменшується пропорційно до кубу швидкості вітру, наслідком чого є нерівномірність роботи електрогенератора. Щоб усунути цю ваду у вітродвигуні застосовано автоматичне регулювання швидкості обертання електрогенератора. Напруга, яка знімається з електрогенератора, усталюється стабілізатором напруги. Стабілізована вихідна напруга коливається в межах 210 В до 230 В і не залежить від швидкості вітру.

## Недоліки вітроелектростанцій
Вітер дме майже завжди нерівномірно. Отже генератор буде працювати непостійно, віддаючи то більшу, то меншу потужність, струм буде вироблятися змінної потужності, а то й цілком припиниться в безвітряну погоду, і можливо, саме тоді, коли потреба в ньому буде найбільшою. Будь-який вітроагрегат працює на максимальній потужності лише певний час, а в інші години він або працює не на повну потужності, або взагалі простоює. Значну невідповідність між номінальною і середньою потужностями вітроелектростанцій підтверджує наступний факт: у Нідерландах на частку вітрових електростанцій на початку 90-х років 20 ст. припадало 0,11 % усіх встановлених потужностей, але лише 0,02 % виробленої електроенергії.

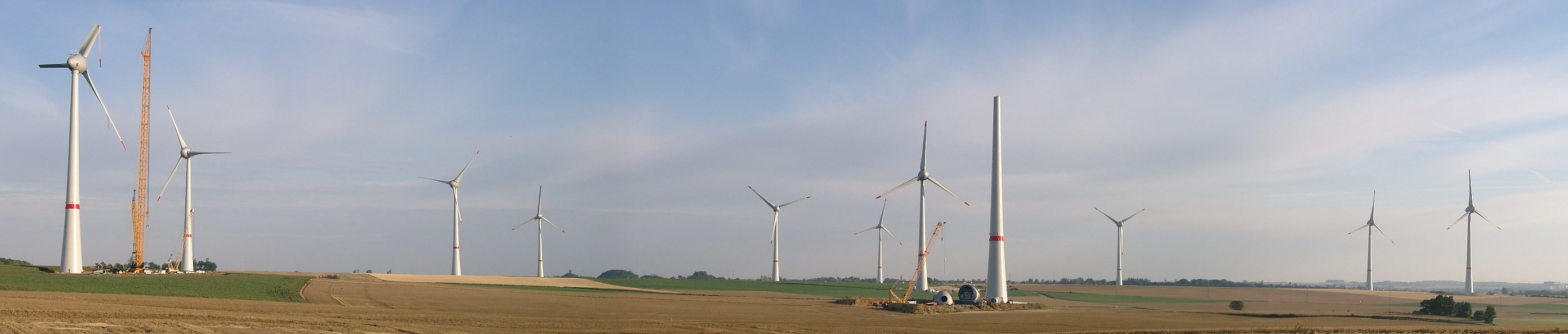
Вітряні турбіни на 7.5 МВт в місті Естінн, Бельгія (липень 2010)

Для вирівнювання віддачі струму застосовують акумулятори, але це як уже відзначалося, і дорого, і малоефективно.
Відповідно вітрові електростанції не можуть самі по собі бути надійною основою енергетики. Вони або доповнюють основні потужності роблячи певний внесок у виробництво потрібної електроенергії, або ж є джерелом електрики для віддалених чи ізольованих місць, де складно, неекономічно чи неможливо забезпечити постачання електроенергії іншим чином.
Також через невисоку потужність вітряків, вітроелектростанції вимагають значних територій для розміщення вітряних установок.
Робота вітроелектростанцій впливає на роботу телевізійної мережі, виникають викривлення сигналу. Іншою несподіваною особливістю установок виявилася в тому, що вони начебто стали джерелами досить інтенсивного інфразвукового шуму, який негативно впливає не тільки на людський, але й на організм тварин. Тобто території поблизу вітрових електростанцій є непридатними для життя людей, тварин і птахів (сучасні ВЕС вимикають на час міграції птахів). Але це ще повністю не доведено й суперечки з цього приводу точаться до цих пір.
Вітрові електростанції до того-ж, спотворюють природні краєвиди, споглядання яких дуже потрібно для психологічного здоров'я людей.
ВЕС мають обмежений термін експлуатації, а утилізація їхніх фундаментів особливо, величезних лопатей які складаються зі скловолокна та вуглецевого волокна, дуже затратна і складна, що знижує екологічність вітрових електростанцій. [Архівовано 1 грудня 2021 у Wayback Machine.]

## Історія
Перша в СРСР вітрова електростанція потужністю 8 кВт була споруджена в 1929—1930 р. під Курськом за проєктом інженерів Уфімцева і Ветчинкіна. За рік у Кримській АРСР було побудовано більшу ВЕС на 100 кВт, що була на той час найбільшою ВЕС у світі. Вона працювала до 1942 року, але під час війни була зруйнована. Та найшвидше вітроенергетика розвивалася в США. Ще в 1941 р. там була побудована перша ВЕС потужністю 1250 кВт.

## Вітрові електростанції у світі
Протягом останнього десятиліття в світовій енергетиці безперечну першість за темпами розвитку незмінно утримує саме вітроенергетика. Темпи приросту сумарної потужності ВЕС протягом останніх років коливаються у межах 20 — 30 відсотків щороку. Лідерами у цій справі є США, що планують до 2010 року довести сумарну потужність своїх ВЕС до 16000 МВт. Німеччина за той же період планує довести цей показник до 13000 МВт. А Данія планує покрити власні потреби в електроенергії за рахунок вітроенергетики рівно наполовину.

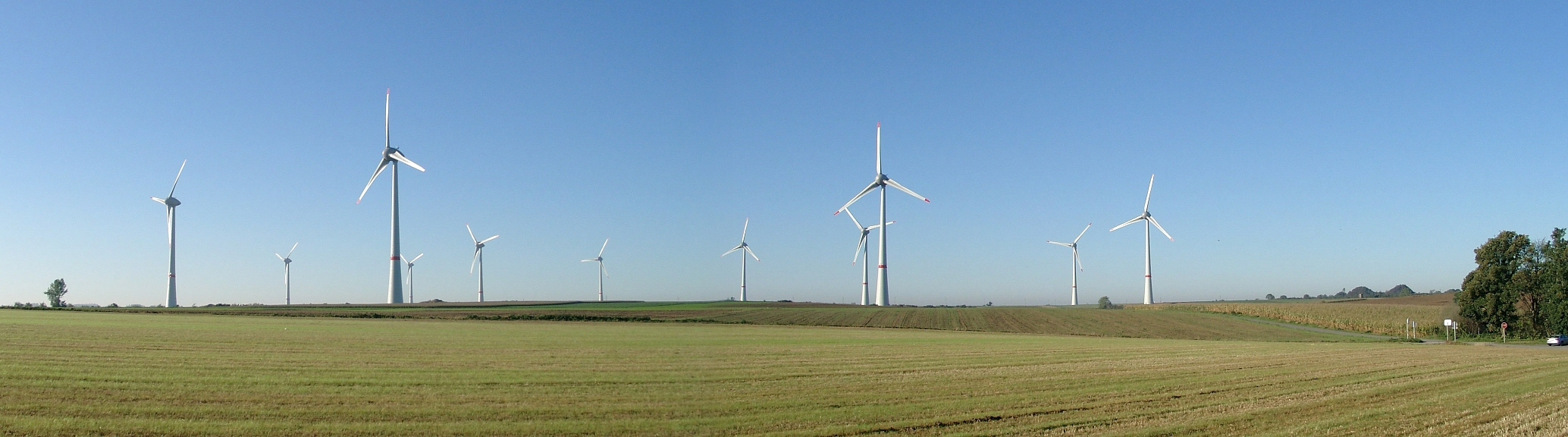
11 х 7,5 МВт вітряних турбін Enercon E-126 Estinnes Бельгії 10 жовтня 2010, завершено

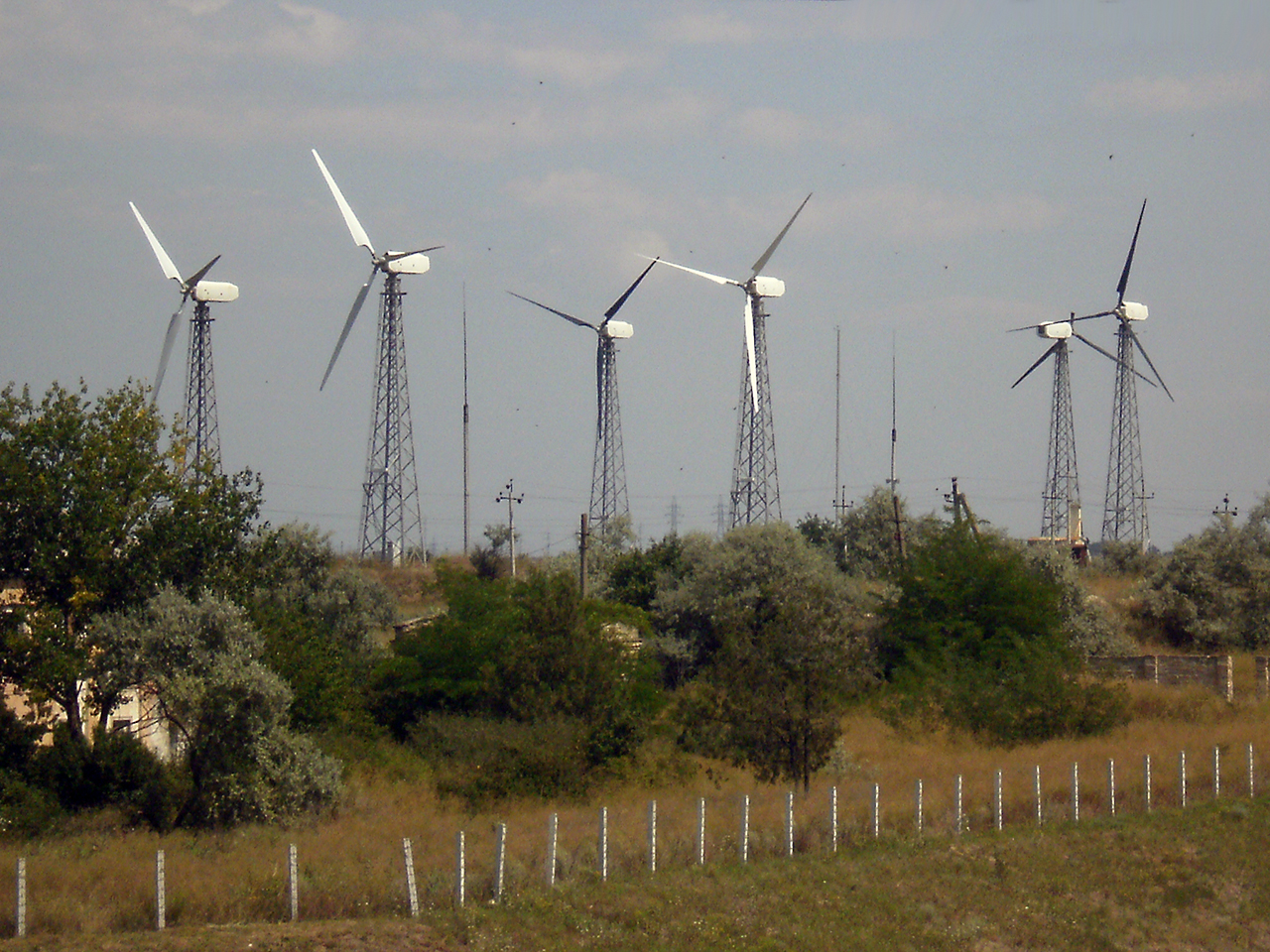
ВЕС у смт. Нові Білярі, Лиманський район, Одеська область

На сучасних ВЕС в Данії вартість одного кіловата енергії можна порівняти з електростанцією, що працює на вугіллі, і нижча, ніж на ЕС, що працює на нафті.
У жовтні 2017 року 24 % всієї електроенергії ЄС склала електроенергія від ВЕС. Більша частина електроенергії — 88,7 % надійшла від наземних ВЕС, ще 11,3 % енергії надійшло від електростанцій у морі. Потужність наземних європейських ВЕС складає 141,1 ГВт, морських — 12,6 ГВт. Данія отримала 109 % енергії від ВЕС (тобто більше, ніж завжди), Німеччина — 61 %, Португалія — 44 %, а Ірландія — 34 %. Із 28 країн ЄС 10 отримали більше 20 % необхідної електроенергії від вітру. За 2016 рік у ЄС підключили до енергосистем 338 нових турбін.
Дві найбільші у світі ВЕС знаходяться в Європі. Найбільша за кількістю турбін — 150 турбін є шельфова електростанції Gemini в Нідерландах, проте найбільша за потужністю — London Array (630 МВТ проти 600 у Gemini). На 2020 рік найбільшою ВЕС стане британська Hornsea Project Two, потужність котрої складе 1,8 ГВт і котра є продовження проєкту Hornsea Project One потужністю 1,2 ГВт.
Однак вітроелектростанції встановлюють не тільки на суші, але й у морі. Неподалік від острова Уолні на північному заході Англії, а саме — в Ірландському морі, встановили найбільшу вітрову електростанцію у світі. Потенційно, енергія цієї станції може живити електрикою до 600 тис. британських осель. Турбіни для проєкту надали компанії MHI Vestas 8MW та Siemens Gamesa 7MW. Їхня висота варіюється від 188 м до 195 м, а загальна площа станції становить 142 км2 , що дорівнює площі 20 тис.футбольних полів. Вітряні турбіни Walney Extension був проєктом данської компанії Ørsted.
У 2019 році більше половини відновлюваної енергії в США було отримано від вітрових електростанцій. У процентному відношенні вони обійшли ГЕС.

## Сучасний стан та перспективи вітроелектростанцій в Україні
Наявні на сьогоднішній день в Україні потужності вітрових електростанцій перевищують 51 МВт, а з моменту, коли запрацювала перша вітчизняна вітрова електростанція, вироблено понад 80 млн кВт·год. електроенергії. За оцінками фахівців, загальна потенційна потужність української вітроенергетики становить 5000 МВт.[джерело?] Узбережжя Чорного та Азовського морів, гористі райони Кримського півострова (особливо північно-східне узбережжя) і Карпат, Одеська, Херсонська, Запорізька, Донецька, Луганська і Миколаївська області, найбільш підходять для будівництва вітрових електростанцій. Тільки потенціал Криму достатній для виробництва більш ніж 40 млрд кВт·год. електроенергії щороку.
Підраховано, що за нинішнього рівня розвитку вітроенергетики спорудження у «вітряних» регіонах України вітрових електростанцій (ВЕС) дозволило б покрити ледве не третину[джерело?] потреби електроенергії, яку ми споживаємо. Із технічної точки зору вітрова електроенергетика на сьогодні вже впритул наблизилася до традиційної: на сучасних вітряних турбінах коефіцієнт використання встановленої потужності сягає 42 відсотків.[джерело?] Це майже стільки, як на турбінах поширених нині теплових електростанцій.
За січень-червень 2019-го в Україні встановлено вітрових електростанцій потужністю 262 мВт. За цим показником Україна перебуває на п'ятому місці в Європі.

## Вітрові електростанції в Україні
|                      | розташування                 | фактична потужність, МВт | кількість турбін | побудова першої черги |
| -------------------- | ---------------------------- | ------------------------ | ---------------- | --------------------- |
| Аджигільська ВЕС     |                              |                          |                  |                       |
| Акташська ВЕС        |                              |                          |                  |                       |
| Асканійська ВЕС      |                              | 0,8                      |                  |                       |
| Берегова ВЕС         | Лазурне                      | 12                       |                  | 2014                  |
| Ботіївська ВЕС       | Приморський Посад            | 200                      |                  | 2012                  |
| Керченська ВЕС       |                              | 25                       |                  | 2012                  |
| Дмитрівська ВЕС      | Дмитрівка                    | 35                       |                  | 2011                  |
| Донузлавська ВЕС     | Новоозерне                   | 17,2                     |                  | 1992                  |
| Краснодонська ВЕС    | Сорокинський район           | 25                       |                  | 2013                  |
| Сакська ВЕС          | Криловка                     | 20,8                     |                  | 2004                  |
| Лутугінська ВЕС      | Лутугіне                     | 25                       |                  | 2013                  |
| Новоазовська ВЕС     | Безіменне                    | 79,3                     |                  | 1998                  |
| Новоросійська ВЕС    | Лазурне                      |                          |                  |                       |
| Овід Вінд            |                              |                          |                  |                       |
| Останинська ВЕС      | Зелений Яр                   | 25                       |                  | 2011                  |
| Очаківська ВЕС       | Дмитрівка                    | 37,5                     |                  | 2012                  |
| Прісноводненська ВЕС | Новомиколаївка               | 7,39                     |                  |                       |
| Сиваська ВЕС         | Першокостянтинівка           | 2,3                      |                  |                       |
| Судацька ВЕС         | мис Меганом                  | 6,3                      |                  | 2002                  |
| Східницька ВЕС       | Східниця                     | 0,8                      |                  | 1997                  |
| Східно Кримська ВЕС  | Арабатська стрілка           | 2,8                      |                  |                       |
| ВЕС Старий Самбір-1  | Старий Самбір                | 13,2                     | 4                | 2015                  |
| ВЕС Старий Самбір-2  | Старий Самбір                | 20,7                     | 6                | 2017                  |
| Тарханкутська ВЕС    | Красносільське, Новосільське | 20,7                     |                  | 2001                  |
| ВЕС Нижні Ворота-1   | Нижні Ворота                 | 4,8                      | 1                | 2024                  |